# Bệnh gà rù
Bệnh gà rù hay còn gọi là hội chứng Newcastle hay bệnh Niu-cát-xơn trên gà hay còn gọi đơn giản là gà rù là một bệnh truyền nhiễm xảy ra ở trên các loài chim và cũng là bệnh nguy hiểm trên gà do tác nhân là Virus gây ra. Bệnh thường xảy ra quanh năm nhất là vào mùa đông. Bệnh lây lan rất nhanh qua mọi con đường, ở mọi lứa tuổi nên dễ phát sinh thành ổ dịch lớn. Tỷ lệ mắc bệnh và tỷ lệ chết cao gây thiệt hại rất lớn về kinh tế nhất là trong ngành Chăn nuôi gia cầm.

## Đại cương

### Tác nhân
Bệnh gà rù do vi rút gây ra, chúng lây lan chủ yếu qua đường tiêu hóa và hô hấp, do tiếp xúc giữa gà ốm và gà khỏe, do phương tiện vận chuyển thức ăn, nước uống nhiễm mầm bệnh hoặc do tiếp xúc với chim hoang mang mầm bệnh.

### Đặc điểm
Bệnh lây lan nhanh, mạnh, qua hô hấp, tiêu hoá, tiết dịch. Gà mọi lứa tuổi đều mắc bệnh và tỷ lệ chết thường rất cao từ 90 - 100%. Thời gian nung bệnh ngắn, thường từ 3 - 5 ngày. Bệnh tiến triển theo 3 thể chính:
- Thể mãn tính: Gà có những biểu hiện bất thường: vặn đầu ra sau, đi giật lùi, đi vòng tròn. Mổ nhiều lần không trúng thức ăn. Lên cơn động kinh, co giật khi bị kích thích bởi tiếng động hay va chạm. Gà chết do đói và kiệt sức. Gà chết sau 2 – 3 ngày. Tỷ lệ 100%.
- Thể cấp tính: Gà bỏ ăn, đứng khoác áo tơi, chân lạnh, hắt hơi, khò khè, chảy nước mũi nhớt trắng - đỏ, khát nước uống nhiều nước, diều căng mềm toàn nước, diều chướng toàn hơi, chảy nước nhớt có dây ở miệng, gà thường vươn cổ kêu cho dễ thở, vẩy mỏ liên tục, thường kêu thành tiếng toác toác, lúc đầu gà đi phân táo bón sau đó lại tiêu chảy phân có màu trắng, xanh (phân cứt cò), có bọt hoặc máu. Gà sốt cao mào tím tái gà thường chết rất nhanh, gà sống sót để lại di chứng thần kinh, nghẹo cổ, đi vòng quanh, mổ thức ăn không chính xác. Gà sốt cao 42,5 – 43,0 độ C.
- Thể cực kỳ cấp tính: Con vật ủ rũ, chết ngay sau vài giờ.

## Phòng trị
Bệnh này không thuốc chữa mà chỉ có phòng bệnh, các biện pháp phòng bệnh gồm:
- Không nên nuôi chung gà các lứa tuổi
- Không nên thả gà lúc trời sáng sớm nhiều sương
- Đảm bảo đầy đủ thức ăn, nước uống đủ chất, sạch sẽ; chuồng khô ráo;
- Không nhốt chung gà mới mua về với gà khoẻ đang nuôi
- Cần cách ly nuôi riêng trong vòng 10 ngày.
- Dùng vắc xin Lasota nhỏ mắt, mũi:
- Tiêm vắc xin Niu-cát-xơn hệ I lúc gà từ 60 ngày tuổi và 135 ngày tuổi. Tiêm ngừa cho gà vào lúc sáng sớm hoặc lúc chiều tối

Phòng bằng Đông Y:
Sắc kỹ 2 nước rồi lọc bỏ bã, lấy dịch lọc làm thuốc. Cho gà uống hoặc trộn vào thức ăn. Với liều lượng nêu dưới đây chỉ dùng đủ cho 10 gà lớn, 20 gà hậu bị hoặc 40 gà theo mẹ.
- Trắc bá diệp 16g, nọc sởi 16g, chút chít 16g, hoàng đằng 12g.
- Sài hồ 20g, bạch cập 16g, uất kim 16g, bồ công anh 20g, địa du 12g.
- Sinh địa 16g, xích thược 12g, bạch truật 12g, diên hồ sách 16g, mộc hương12g.
- Hoàng liên 16g, huyền sâm 12g, bạch thược 12g, hồng hoa 8g.
- Đơn bì 16g, hoàng kỳ 16g, đại thanh diệp 12g, ngô thù du 12g, ngũ vị tử 12g.